# IC 2449

IC 2449 est une galaxie spirale située dans la constellation du Cancer à environ 308 millions d'années-lumière de la Voie lactée. Elle a été découverte par l'astronome français Stéphane Javelle en 1903.
Les galaxies IC 2449 et NGC 2783 sont situées près l'une de l'autre sur la sphère céleste et leur vitesse radiale sont presque égale. Elles sont donc à la même distance de la Voie lactée et elles forment une paire de galaxie. D'autre part, les galaxies NGC 2783 et UGC 4869 (notée 0911+3020 pour CGCG 0911.6+3020) sont aussi dans la même région du ciel et selon l'étude réalisée par Abraham Mahtessian, elles forment une paire de galaxies. On est peut-être en présence d'un triplet de galaxies, mais ce fait n'est mentionné dans aucune des sources consultées.  

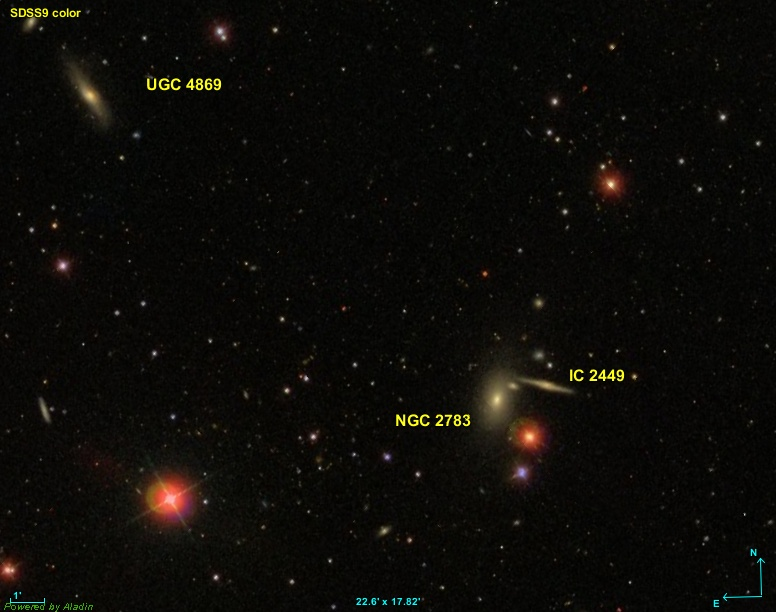
UGC 4869 forme probablement un triplet de galaxies avec NGC 2783 et IC 2449.

On voit sur l'image de cette région de la sphère céleste que la galaxie MCG 5-22-20 (PGC 26004) est aussi près de NGC 2783, mais elle est beaucoup plus éloignée (vitesse radiale de 7 356 km/s) et n'interagit certes pas avec les trois autres galaxies.
La classe de luminosité d'IC 2449 est II et c'est une galaxie LINER, c'est-à-dire une galaxie dont le noyau présente un spectre d'émission caractérisé par de larges raies d'atomes faiblement ionisés.
Trois mesures non basées sur le décalage vers le rouge (redshift) donnent une distance de 105,333 ± 0,577 Mpc (∼344 millions d'al), ce qui est tout juste à l'extérieur des distances calculées en employant la valeur du décalage.